# Дальні Млини (Одеса)
Дальні Млини — історичний район міста Одеси, який розташований між вулицею Мельницькою, залізничною колією та вулицею Желябова.

## Історія
Аполлон Скальковський відзначав, що «навколо міста три брата Кір'якови, де Воллан, граф Потоцький та інші заводили хутори, фабрики перших потреб, млини», а в рапорті губернатору Бердяєву 25 березня 1797 року радник Люрер перераховує створене в Одесі, в тому числі й «вітряків — 3», а вже 1803 року в схожому звіті фігурує: «Вітряків — 21».
Передмістя Дальні, а також і Ближні Млини сформувалися у 1820-х роках. Назвою райони зобов'язані групами млинів, які були розташовані на різних відстанях від міста. Планування даних передмість, як і у центрі було виконано по регулярному плану. Квартали, розташовані на південному заході від Молдаванки і на південь від Бугаївки.
Наприкінці ХІХ століття район почав перетворюватися на промисловий, вздовж Мельницької вулиці були споруджені промислові підприємства. У 1913 році на Дальніх Млинах були розташовані: паровий млин І. В. Марцина, паровий млин Б. Я. Закса, дріжджове-винокурний завод В. І. Богдана, Товариство джутової фабрики, маслоробний завод Ю. В. Прегель, завод Одеського товариства Штучних мінеральних вод. У 1910-х роках були створені винні склади товариства Шустов, які за радянських часів були переобладнані під завод шампанських вин.
Передмістя було віддаленим і мало слабку інфраструктуру. У Дальніх Млинах був лише один навчальний заклад - міське початкове училище № 47. Найближчі поліцейська дільниця та пожежна частина були розташовані на Молдаванці.

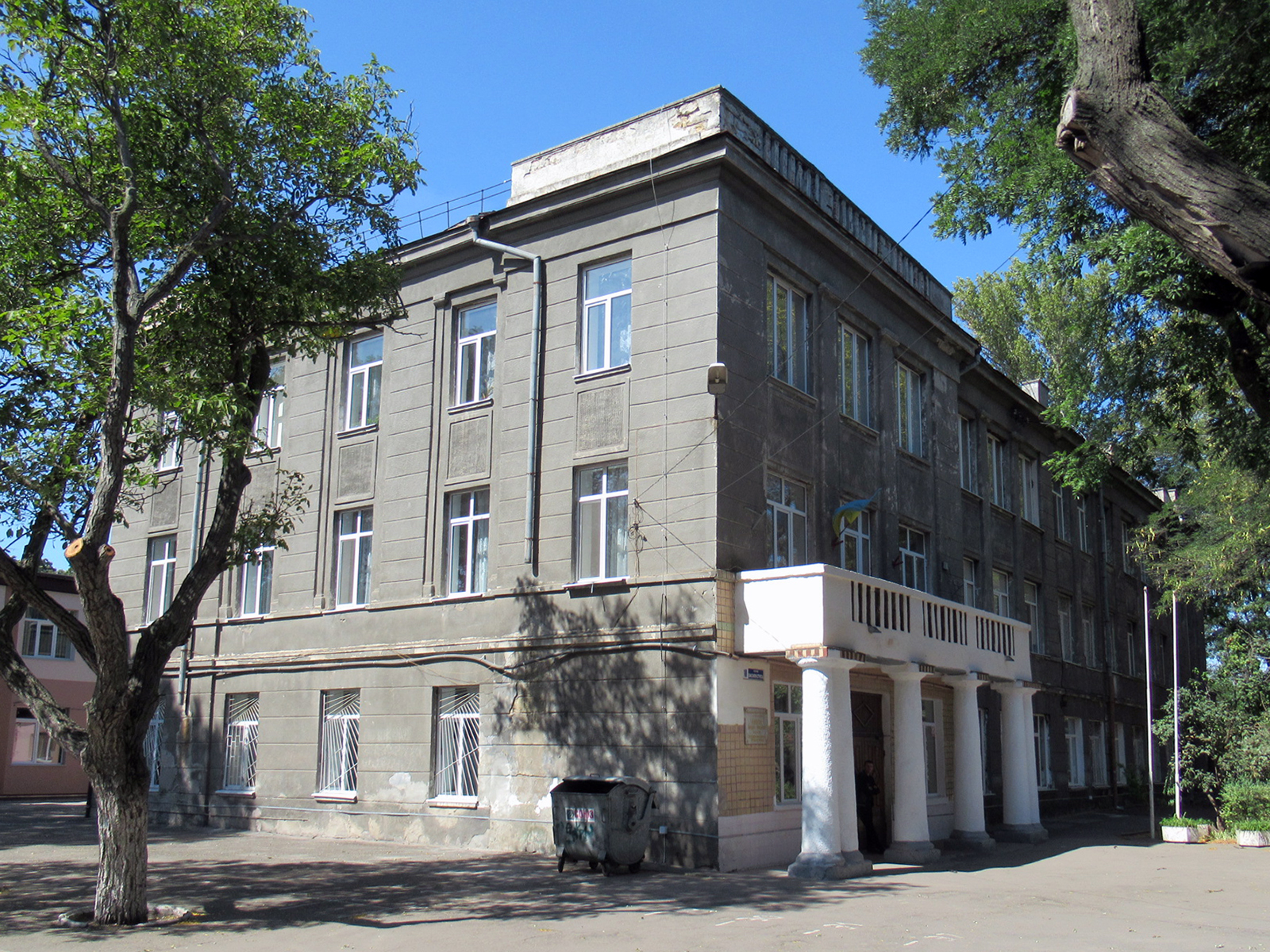
школа № 110, побудована у 1938 р. за типовим проєктом

У 1920-х—1930-х роках були споруджені нова школа, пологовий будинок, гуртожиток, модернізувались промислові підприємства.
У II-й половині ХХ століття над залізничною колією було споруджено Іванівський шляхопровід.